# 고 (불교)
고(苦)는 괴로움을 뜻하는 불교 용어이다. 고 즉 괴로움은 불교에서 크게 두 가지 뜻으로 해석한다. 첫 번째는 이 세상의 모든 것을 괴로움과 즐거움의 관점에서 크게 나누어, 괴로운 느낌을 일으키는 것, 즐거운 느낌을 일으키는 것, 괴롭지도 즐겁지도 않은 느낌을 일으키는 것의 세 가지로 나눌 수 있다는 것이다. 이렇게 나눌 때, 고는 첫 번째의, 그 성질이 괴로운 것을 말한다. 달리 말해, 이 세상에 즐거운 것이 없는 것이 아니라, 괴롭지도 즐겁지도 않은 무덤덤한 것이 없는 것이 아니라, 이 세상에는 이 둘과 더불어 괴로운 것도 있다는 사실적인 관점에서의 해석이다. 두 번째는 세상의 즐거움을 다른 관점[異門]에서 보아 고통인 것으로 보는 눈을 길러야 한다는 의미에서의 괴로움을 말한다. 즉, 비록 그 성질상 즐거운 것이라 할지라도 세상의 모든 것은 일시적이고 또한 바뀌는 것이므로 진정한 궁극적 즐거움 또는 진정한 해결책이 아니다. 그리고 궁극적 즐거움인 열반을 찾으려고 할 때 이 세상의 즐거움에 맛들인 상태 그리고 이것이 더 심해져 집착이 된 상태는 열반으로 나아감에 있어 극심한 장애가 된다. 따라서 열반을 향해 나아가려 할 때 가장 우선 요구되는 것이 세상의 즐거움에 집착 당하지 않는 상태, 맛들임 당하지 않는 상태, 즉, 탐욕으로부터 (일부나마) 해탈된 상태를 만드는 것이 필요하다. 이 상태는 세상의 즐거움을 다른 관점[異門]에서 봄[觀]에 의해서 획득된다는 것이다. 이 두 번째의 해석이 4성제의 고제의 관점에서 말하는 고 즉 괴로움이다.
첫 번째 관점에서 살펴보면, 세친의 《대승오온론》에 따르면 괴로움의 느낌으로서의 고(苦: 괴로움) 즉 고수(苦受)는 어떤 일 또는 대상이 생겨날 때 그것과 떨어지려는 욕구가 있는 것[生時有乖離欲]으로 정의된다. 이에 대해 즐거움의 느낌으로서의 낙(樂: 즐거움) 즉 낙수(樂受)는 어떤 일 또는 대상이 사라질 때에 그것과 떨어지지 않으려는 욕구가 있는 것[滅時有和合欲]으로 정의된다. 또한 괴롭지도 즐겁지도 않음의 느낌으로서의 불고불락(不苦不樂: 괴롭지도 즐겁지도 않음) 즉 사수(捨受)는 이들 2가지 욕구가 없는 것[無二欲]으로 정의된다. 즉, 고 즉 괴로움이란 만나고 싶지 않은 사람(나와 관계가 나쁜 직장 상사 등) 또는 사물(이별, 질병, 죽음 등)을 만나게 되는 혹은 만나야 하는 어쩔 수 없는 상황이 벌어지는 것을 말한다. 그렇기는 하지만 이 세상에 즐거움(예를 들어, 맛있는 음식, 사랑하는 사람을 만나는 것)이 없다는 뜻은 아니다. 그리고 이 첫 번째 관점에서 볼 때, 즐거움을 누리기 위해 필요한 것은 과도하지 않는 것이다. 예를 들어, 성질상 즐거운 것인 맛있는 음식을 너무 많이 먹어 배탈이 나게 하는 것은 즐거움이 과도하여 고통으로 바뀐 것이다. 이런 의미에서 즉 성질상 즐거운 것이 현실의 사용에서도 즐거운 것이 되기 위해서는 중용 즉 절제가 요구된다. 이것은 인과의 법칙 또는 연기의 법칙에 따른 것으로, 씨가 발아하여 싹이 되기 위해서는 먼저 씨앗이라는 원인[因, 生因]이 있고 거기에 온도, 물, 산소라는 원인[緣, 起因]이 더해져야 하듯이, 성질상 즐거운 것[因, 生因]이 현실의 사용에서 즐거운 것[果, 有]으로 나타나기 위해서는 때와 장소에 적절한 중용[緣, 起因]이 더해져야 한다. 성질상 괴로운 것에 대해서는 마음의 동요를 최대한 가라앉히고 직면하여 불가피하지 않은 것이라면 그것을 경감시키는 방안을 행하고 불가피한 것이라면 극단적으로 되지 않고 의연하게 맞이하는 태도, 즉, 수양으로서의 중용이 요구된다. 불교의 관점에서도 즐거운 것과 괴로운 것에 대한 이러한 중용의 태도는 훌륭한 것이다. 하지만 윤회를 인정하는 불교로서는 만약 삶이 이번 한 번뿐이라면 이러한 중용이 나름 최선의 해결책이겠지만 삶은 내가 그것을 벗어날 수 있는 상태가 되기 전에는 다시 반복되므로 이러한 중용의 태도가 훌륭한 것이긴 하나 근원적인 해결책으로서의 중도가 아니라는 것을 명확히 인식한다.
세상의 사실의 입장에서의 고(苦)가 아니라 두 번째 관점 즉 근원적인 해결책을 구한다는 관점에서 살펴보면, 《잡아함경》 제2권 제58경 〈음근경(陰根經)〉에서 고타마 붓다가 설하는 바에 따르면, 고는 본질상 무상(無常)한 것 즉 본질상 영원하지 않은 것을 가리킨다. 그렇기 때문에, 미워하는 사람을 만날 때와 같은 그 자체의 성질이 괴로운 것인, 3수 가운데 고수(苦受)와 연결된, 괴로움의 느낌[苦苦]이건, 혹은 사랑하는 사람을 떠날 때와 같은, 3수 가운데 낙수(樂受)와 연결된, 이차적인 괴로움의 느낌[壞苦]이건, 혹은 무상한 것이므로 해탈이 아니어서 머물만한 것이 아니라는, 3수 가운데 사수(捨受)와 연결된, 성인의 뛰어난 괴로움의 느낌[行苦]이건 간에, 고(苦) 즉 괴로움이란 고수(苦受) 즉 괴로움의 느낌 그 자체 또는 괴로움의 느낌을 일으키는 사물을 말한다. 즉, 미워하는 사람을 만나는 일이건, 사랑하는 사람과 헤어지는 일이건, 해탈이 아니어서 머물만한 대상이 아닌 것이건 이것들은 모두, 열반으로 나아가는 입장에서 볼 때, 그 일 또는 대상에서 떨어지려는 욕구를 일으키는 그러한 일 또는 대상이다. 이러한 이유로 총괄적으로 말하자면, 고(苦)는 기꺼이 안주하여 즐길만한 것이 아닌 것을 말한다. 그리고 이와 같이 다른 관점[異門]에서 보기 때문에, 고타마 붓다는 염세(厭世) 즉 좌절을 겪은 욕구(선욕 또는 악욕)에 무지가 함께하는 불선한 마음인 염(厭: 싫어함)이 아니라 수염(修厭: 싫어하는 마음을 닦음) 즉 무탐(無貪)과 지혜[慧]가 함께하는 선한 마음인 염(厭: 싫어함)을 닦으라고 말한다.
또한 그렇기 때문에 무상한 것 즉 괴로운 것 즉 변하고 바뀌는 법[變易法]에 대해 '이것은 나다[是我, This is my self]. 이것은 나의 것이다[異我, This is mine]. 나는 이러한 존재이다[相在, This is what I am]'라고 보지 않는 것[苦諦現觀] 또는 보지 않을 수 있는 것[苦智]을 뜻한다. 고(苦)는 특히 색(色) · 수(受) · 상(想) · 행(行) · 식(識)의 5온과 결부하여 설해지는데, 5온은 변하고 바뀌는 법[變易法] 즉 유위법 전체를 의미하므로 궁극적으로 모든 유위법에 대해 이렇게 보지 않는 것 또는 보지 않을 수 있는 것을 뜻한다. 또한 '모든 유위법'이란 곧 3계와 동일한 것이므로 궁극적으로 욕계 · 색계 · 무색계의 3계에 대해 이렇게 보지 않는 것[苦諦現觀] 또는 보지 않을 수 있는 것[苦智], 즉 고제현관(苦諦現觀) 등과 이를 통해 증득된 고지(苦智)를 뜻한다. 달리 말해 고지(苦智)는 고제현관(苦諦現觀) 등의 수행을 통해 3계에 대해 무상의 진리 즉 괴로움의 진리 즉 고제(苦諦)를 체득한 상태의 무루의 지혜를 말한다. 한편, 불교 교의에 따르면, 유위법이지만 무루인 것, 즉, 출세간의 무루법인 4성제 · 37도품 · 6바라밀 · 12연기설 등은 비록 유위법이지만 그 성질상 맛들임 · 집착 등의 번뇌를 일으키는 것이 아니고 오히려 그것을 제거하는 것이므로 고에 속하지 않는다. 즉, 이들과 이들에 따른 즐거움은 고제의 관찰 대상이 아니다. 다른 관점[異門]에서 보아야[觀] 하는 대상이 아니다.
이런 맥락에서, 진리 즉 열반을 구하는 불교의 용어로서의 고(苦)는 항상 고(苦) · 집(集) · 멸(滅) · 도(道)의 4성제(四聖諦)의 문맥 속에서의 첫 번째 진리로서의 고(苦)를 의미한다. 유루(有漏) 즉 번뇌에 속박된 상태인 한 필연적으로 받을 수 밖에 없는 과보로서의 3계에서의 삶을 성자의 눈으로 진실한 실상 그대로 관찰할 때 3계에서의 삶의 본질은 고(苦: 무상한 것, 괴로운 것, 변하고 바뀌는 것)로서 안락할 수는 없다는 것이 확인되므로 고제(苦諦) 즉 괴로움의 진리라 한다. 즉, 고는 괴로움의 느낌인 고수(苦受)에서 단지 그치는 것이 아니며 괴로움의 진리인 고제(苦諦) 또는 고성제(苦聖諦)를 뜻한다. 그리고 이러한 진리를 깨우치는 방편으로서의 고제현관(苦諦現觀) 등의 수행과 이러한 진리를 깨우친 상태의 무루지인 고지(苦智)를 뜻한다.
그리고 초기 불교에서는 이와 같은 진리를 실천적으로 깨우치기 위한 보다 구체적인 방편으로 4념처를 비롯한 37도품을 제시하고 있다. 한편,《구사론》《대승아비달마집론》《천태사교의》 등의 부파불교와 대승불교의 논서들에 따르면, 불교의 우주론 즉 유정세간과 기세간은 유정의 현실세계 또는 유정의 실제 모습으로서의 현재 상태를 밝히는 것으로 곧 4성제 가운데 고제(苦諦)에 해당한다. 달리 말하면, 불교의 입장에서 볼 때 우주론이란 '괴로움의 현실이라는 진리[苦諦]' 즉 무상(無常)의 진리를 밝히는 것 또는 깨치는 것의 일부를 이룬다.

## 고제: 무상과 고
고타마 붓다는 《잡아함경》 제2권 제58경 〈음근경(陰根經)〉에서 5온에 대해 다음과 같이 '무상하므로 고'라고 말하고 있다.
 云何比丘！色爲常耶？爲非常耶？」 
What do you think — Is form constant or inconstant? 
答言： 「無常。世尊！」
Inconstant, lord. 
「若無常者，是苦耶？」 
And is that which is inconstant easeful or stressful?
答言：「是苦。世尊！」 
Stressful, lord. 
「若無常、苦，是變易法，多聞聖弟子於中寧見是我、異我、相在不？」 
And is it fitting to regard what is inconstant, stressful, subject to change as: 'This is mine. This is my self. This is what I am'? 
答言：「不也，世尊！」 
No, lord. 
「受、想、行、識亦復如是。
(해당되는 팔리어 부분이 없고, 따라서 해당되는 영문 번역이 없음)

"어떤가? 비구들아, 색(色)은 항상[常]한가, 무상[非常]한가?" 
비구들은 대답하였다. "무상합니다. 세존이시여." 
"만일 무상하다면 그것은 괴로운[苦] 것인가?" 
비구들은 대답하였다. "그것은 괴로운 것입니다. 세존이시여." 
"만일 무상하고 괴로운 것이라면 그것은 변하고 바뀌는 법[變易法]이다. 그런데도 많이 들은 거룩한 제자들[多聞聖弟子: 즉 4향4과의 성인들]이 과연 그런 것에 대해 '이것은 나다[是我, This is my self]. 이것은 나의 것이다[異我, This is mine]. 나는 이러한 존재이다[相在, This is what I am]'라고 보겠는가?" 
"아닙니다. 세존이시여." 
"수(受) · 상(想) · 행(行) · 식(識)에 있어서도 또한 그러하니라."
— 《잡아함경》 제2권 제58경 〈음근경(陰根經)〉. 한문본 &한글본 &영문본

불교에서 고(苦)는 이러한 문맥에서 사용되는 용어이기 때문에, 불교 용어로서는 고(苦) · 집(集) · 멸(滅) · 도(道)의 4성제(四聖諦) 가운데 첫 번째의 고(苦)를 의미한다. 이 경우의 고는 고제(苦諦) 또는 고성제(苦聖諦)의 줄임말이다.
고제(苦諦, 산스크리트어: duḥkha-satya, 팔리어: dukkha-sacca) 또는 고성제(苦聖諦, 산스크리트어: duhkhārya-satya)는 범부(凡夫) 즉 깨치지 못한 사람의 삶은 고(苦: 무상한 것, 괴로운 것, 변하고 바뀌는 것)라고 하는 진리이다. 즉, 3계(三界)를 벗어날 수 있는 경지가 아닌 상태에서 맞이하는 삶, 어쩔수 없이 3계로 윤회해야만 하는 삶의 본질은 고(苦: 무상한 것, 괴로운 것, 변하고 바뀌는 것)로서 안락할 수는 없다는 것이 절대의 진리이므로 고제 즉 괴로움의 진리라 한다.
달리 말하면, 고제 즉 괴로움의 진리란 유루(有漏) 즉 번뇌에 속박된 상태인 한 필연적으로 받을 수 밖에 없는 과보로서의 3계에서의 삶을 성자의 눈으로 여실(如實)히 볼 때 즉 진실한 실상 그대로 관찰할 때 3계에서의 삶은 3고(三苦), 5취온고(五取蘊苦) 혹은 8고(八苦) 등의 고(苦: 무상한 것, 괴로운 것, 변하고 바뀌는 것)와 같다는 것을 말한다. 그리고, 고지(苦智) 즉 '괴로움의 진리를 아는 지혜'는 번뇌에 속박된 상태의 삶, 즉 깨달음을 성취하지 못한 상태의 삶, 즉 5취온(五取蘊)이 비상(非常: 무상한 것임) · 고(苦: 괴로운 것임) · 공(空: 실체가 없는 것임) · 비아(非我: 나가 아님)라는 것을 여실히 아는 무루지(無漏智)이다. 이것을 달리 말하면, 무루지란 번뇌를 끊는 지혜이므로, 고지(苦智)는 5취온(五取蘊)에 대해 비상(非常: 무상한 것임) · 고(苦: 괴로운 것임) · 공(空: 실체가 없는 것임) · 비아(非我: 나가 아님)라고 보지 못하게 하는 번뇌(잡염, 근본번뇌와 수번뇌)를 끊는 지혜 또는 이러한 번뇌들이 끊어진 상태에서 나타나는 지혜이다.
제관의 《천태사교의》에 따르면, 3계 6도의 25유(二十五有)의 의보(依報)와 정보(正報), 즉 총 25가지의 존재 형태 또는 상태의 의보(依報) · 정보(正報)의 2보(二報)가 모두 4성제의 고제(苦諦), 즉 '괴로움의 진리'에 해당한다.

## 일체개고
고타마 붓다는 20대에 왕자의 위치와 처자까지 버리고 출가하였는데 그가 출가하게 된 직접적인 동기는 일체개고(一切皆苦: 모든 것은 괴로움이다), 즉 '인생은 고(苦)이다'라고 하는 큰 문제를 해결하기 위한 것이었다고 한다. 즉 현실세계의 인간이 어떻게 존재하고 있는가를 직시(直視)한 고타마 붓다가 얻은 것은, 모든 것은 자기 뜻대로 되지 않는다는 것, 아니 자기의 뜻대로 되지 않는 것을 뜻대로 하고 싶다는 자기모순적인 욕망이 인간의 내면에 감춰져 있다는 것이었다.
고타마 붓다는 이와 같이 자기의 뜻대로 되지 않는 것(苦)을 고라고 하며 자기모순적인 욕망이야말로 고의 원인이라고 밝혀내었다. 일체개고의 현실인식은 현실 또는 존재 그 자체에 고(苦)라고 하는 고정된 성질 또는 실체가 있다는 의미가 아니며 또한 고(苦)의 원인이 현실 또는 존재 그 자체에 있다는 의미가 아니다. 즉, 이 세상에 존재하고 있는 것은 시시각각 흘러가고 변화하고 있어 고정되어 있는 것이 없는데(제행무상) 인간은 항상 불변을 바라고, 또 모든 것은 무엇 하나 고정적 실체인 것은 없는데도(제법무아) 그것을 실체라고 고집하려 하는 데에 고(苦)의 원인이 있다고 고타마 붓다는 말하였다.
일체개고는 제행무상 · 제법무아 · 열반적정과 더불어 근본 불교의 기본 교의인 3법인 또는 4법인을 구성한다.

## 4고8고
초기불교에서 3법인과 4법인이 설해진 후, 후대에 고(苦)는 구체적으로 생로병사(生老病死)의 4고와 게다가 사랑하는 자와 이별(離別)하지 않으면 안되는 애별리고(愛別離苦), 원한 깊은 미운 자와 만나야만 되는 원증회고(怨憎會苦), 구(求)해도 얻을 수 없는 구부득고(求不得苦), 모든 것에 집착하는 데서 생기는 5취온고(五取蘊苦)의 4고를 더하여 4고8고(四苦八苦)로서 정리되었다.

## 같이 보기
- 현관
- 4제현관
- 6현관
- 6도
- 삼도 (불교)

## 참고 문헌
- 이 문서에는 다음커뮤니케이션(현 카카오)에서 GFDL 또는 CC-SA 라이선스로 배포한 글로벌 세계대백과사전의 내용을 기초로 작성된 글이 포함되어 있습니다.
- 곽철환 (2003). 《시공 불교사전》. 시공사 / 네이버 지식백과. |title=에 외부 링크가 있음 (도움말)
- 무착 지음, 현장 한역 (K.571, T.1602). 《현양성교론》. 한글대장경 검색시스템 - 전자불전연구소 / 동국역경원. K.571(16-1), T.1602(31-480). |title=에 외부 링크가 있음 (도움말)
- 운허.  동국역경원 편집, 편집. 《불교 사전》. |title=에 외부 링크가 있음 (도움말)
- (중국어) 무착 조, 현장 한역 (T.1602). 《현양성교론(顯揚聖教論)》. 대정신수대장경. T31, No. 1602, CBETA. |title=에 외부 링크가 있음 (도움말)
- (중국어) 星雲. 《佛光大辭典(불광대사전)》 3판. |title=에 외부 링크가 있음 (도움말)
- (중국어) 제관 록 (T.1931). 《천태사교의(天臺四教儀)》. 대정신수대장경. T46, No. 1931, CBETA. |title=에 외부 링크가 있음 (도움말)

## 주해
1. ↑  인용문에는 한문본에 나오는 是我, 異我, 相在의 뜻을 제대로 파악하기 위해 해당되는 팔리어 경전의 Thanissaro Bhikkhu의 영문 번역본 을 병기하였다. 한글본은 '한글대장경 검색시스템 - 전자불전연구소 / 동국역경원'의 한글 번역본(번역자 미상)[깨진 링크(과거 내용 찾기)] 을 토대로 영문본을 참조하여 편집자가 재번역하였다. '是我, 異我, 相在'와 관련된 부분의 번역들은 다음과 같다.
  - [한문본] 若無常、苦，是變易法，多聞聖弟子於中寧見是我、異我、相在不？
  - [영문본] And is it fitting to regard what is inconstant, stressful, subject to change as: 'This is mine. This is my self. This is what I am'?
  - [한글본] 만일 무상하고 괴로운 것이라면 그것은 변하고 바뀌는 법이다. 그런데도 많이 아는 거룩한 제자들이 과연 그런 것에 대해 '이것은 나다. 이것은 나와 다르다. 이것은 나와 나 아닌 것이 함께 있는 것이다'라고 보겠는가?
  - [편집자] 만일 무상하고 괴로운 것이라면 그것은 변하고 바뀌는 법[變易法]이다. 그런데도 많이 들은 거룩한 제자들[多聞聖弟子: 즉 4향4과의 성인들]이 과연 그런 것에 대해 '이것은 나다[是我, This is my self]. 이것은 나의 것이다[異我, This is mine]. 나는 이러한 존재이다[相在, This is what I am]'라고 보겠는가?